# Euceratoneura
Euceratoneura is een geslacht van vliesvleugeligen uit de familie Eulophidae. De wetenschappelijke naam van dit geslacht is voor het eerst geldig gepubliceerd in 1920 door Girault.

## Soorten
Het geslacht Euceratoneura is monotypisch en omvat slechts de volgende soort:
- Euceratoneura shellyi Girault, 1920